# Meandry miłości
Meandry miłości (hiszp. Pecados Ajenos) – hiszpańskojęzyczna amerykańska telenowela wyprodukowana przez stację Telemundo z Miami w 2007. W Polsce emitowana w TV Puls od 19 listopada 2008 do 15 lipca 2009.

## Akcja telenoweli
Akcja toczy się między West Palm Beach i Pompano Beach. Jest to historia o miłości, małżeństwie, ojcostwie, zdradzie, przyjaźni i pasji. Główni bohaterowie Natalia i Adrian nie znają się na początku, mieszkają w innych miastach. Natalia mieszka w Miami z mężem i dziećmi, a Adrian w Tampa z żoną i dziećmi. Ale wkrótce okazuje się, że oboje prowadzą podobne i pełne niezadowolenia i tęsknoty życie. Ich małżeństwa mają ponaddwudziestoletni staż; oboje mają dwójkę dzieci i oboje są naprawdę nieszczęśliwi. Przeznaczenie sprawia, że Natalia wyjeżdża do Tampy, gdzie poznaje Adriana, który także jest na krawędzi wytrzymałości i bliski rozwodu. Wkrótce zakochują się w sobie i przekonują się, że są dla siebie stworzeni. Ale ich współmałżonkowie, dzieci, rodzice i przyjaciele będą próbować ich rozdzielić, napełnić ich związek goryczą, kłamstwem itd.

## Obsada
| Aktor                 | Bohater                       | Charakter                                                                                               |
| --------------------- | ----------------------------- | --- |
| Lorena Rojas          | Natalia Ruiz                  | główna bohaterka telenoweli.                                                                            |
| Mauricio Islas        | Adrián Torres                 | główny bohater.                                                                                         |
| Catherine Siachoque   | Inés Vallejo                  | fałszywa przyjaciółka Natalii. Kocha pieniądze i władzę. Nienawidzi Natalii.                            |
| Sonya Smith           | Elena Sandoval                | była żona Adriana. Obsesyjnie w nim zakochana. Nienawidzi Natalii. Kobieta o zaburzeniach psychicznych. |
| Ariel López Padilla   | Rogelio Mercenario            | były mąż Natalii. Alkoholik i damski bokser. Nienawidzi matki.                                          |
| Lupita Ferrer         | Ágata Mercenario              | matka Rogelio i teściowa Natalii. Kobieta zła i wyrachowana. Kocha pieniądze i władzę.                  |
| Daniel Lugo           | Marcelo Mercenario            | mąż Agaty i ojciec Rogelia. Wraca po latach aby okraść żonę.                                            |
| Maritza Rodríguez     | Karen Vallejo                 | siostra Ines i prawdziwa matka Charliego.                                                               |
| Alicia Plaza          | Mónica Rojas                  | najlepsza przyjaciółka Natalii. Zakochana w młodszym od siebie Saulu.                                   |
| Carlos Camacho        | Saúl Farrera                  | przyjaciel i wspólnik biznesowy Adriana. Mąż Rossy.                                                     |
| Chela Arias           | Raquel Sandoval               | matka Eleny.                                                                                            |
| Evelyn Santos         | Gasparina Godoy               | inspektor policji.                                                                                      |
| Hannah Zea            | Rossy Sandoval                | córka Moniki i żona Saula.                                                                              |
| Andrés García Júnior  | Javier Alfaro                 | ojciec Elsy. Prawnik. Zakochany w Karen.                                                                |
| Mariana Torres        | Denisse Torres                | córka Eleny i Rogelia. Zakochana w Charlim.                                                             |
| Sofía Stamatiades     | Gloria Mercenario             | córka Natalii. Zakochana w Alfredo.                                                                     |
| Jencarlos Canela      | Alfredo Torres                | syn Adriana i Eleny.                                                                                    |
| Alonso Espeleta       | Luís Mercenario               | syn Natalii i Rogelia. Gej. Kocha Hectora.                                                              |
| Pablo Portillo        | Héctor Acecas                 | gej, kocha Luisa.                                                                                       |
| Roberto Plantier      | Charlie Vallejo               | syn Karen, kocha Denisse.                                                                               |
| Eduardo Cuervo        | Ricardo Larios                | ex-chłopak Denisse. Kocha Else.                                                                         |
| Julio Ocampo          | Ramón                         | syn Melindy.                                                                                            |
| Tali Ducló            | Elsa Aftaro                   | przyjaciółka Glorii                                                                                     |
| Sebastián Ligarde     | Manuel                        | wspólnik Ines i Agaty.                                                                                  |
| Ximena Duque          | María Aguilar                 | ex-dziewczyna Alfredo                                                                                   |
| Héctor Soberón        | Gary Mendoza                  | przyjaciel Adriana. Mąż Ines és Melissa. Uduszony przez żonę.                                           |
| Raúl Izaguirre        | Eduardo Larios                | prawnik Natalii. Ginie w wypadku.                                                                       |
| Mildred Quiroz        | Laura Aguilar                 | matka Marii.                                                                                            |
| Roberto Huicochea     | Anselmo Aguilar               | mąż Laury i ojciec Marii. Wyzyskiwacz i damski bokser.                                                  |
| Altair Jarabo         | Melissa Aguilar               | siostra Laury i ojciec Marii. Uduszony przez żonę.                                                      |
| Arianna Coltellacci   | Chabela                       | przyjaciółka Moniki i Natalii.                                                                          |
| Mayte Vilán           | Marisela Bracamontes          | żona Eduarda i matka Ricarda.                                                                           |
| Adela Romero          | Melinda                       | służąca w domu Mercenario i matka Ramona.                                                               |
| Nury Flores           | Lolita                        | służąca w domu Aguilar.                                                                                 |
| Raúl Durán            | Benito Alejo Gamboa Moctesuma | |
| Giovanna del Portillo | Daniela                       | ex dziewczyna Luisa.                                                                                    |
| Estella Maris Ortiz   |                               | |
| Rudy Pavón            | Jaime                         | przyjaciel Ricardo.                                                                                     |
| Verónica Doza         |                               | |
| Daniela Vildosola     | Angelica Acecas               | matka Hectora.                                                                                          |
| Ramiro Terán          | Fernando Acecas               | ojciec Hectora.                                                                                         |
| Claudia Arroyave      | Nidia                         | była sekretarka Adriana. Wspólniczka Eleny.                                                             |
| Carlos Farach         | Roberto                       | asystent w firmie Mercenario.                                                                           |
| Natalie Correa        |                               | |
| Andrés Mejia          |                               | |
| Julio Arredondo       | Dr. Martínez                  | doktor Eleny.                                                                                           |
| Eric Santa            |                               | uczeń z klasy Luisa.                                                                                    |
| Lorenzo Gómez         |                               | uczeń z klasy Luisa.                                                                                    |
| Fabio Melanito        |                               | uczeń z klasy Luisa.                                                                                    |
| Daniel Rene           | Tony                          | uczeń z klasy Luisa.                                                                                    |
| Enrique Herrera       |                               | |
| Rafael Caraballo      |                               | |
| Urania Ganas          |                               | |
| Ivi Colón             | Teresa                        | dziewczyna Ramona.                                                                                      |
| Lorenzo Duarte        |                               | uczeń z klasy Luisa.                                                                                    |
| Carlos Garín          | Norberto                      | wspólnik i lekarz Anselma.                                                                              |
| Isaniel Rojas         |                               | |
| Duvier Puviones       |                               | |
| Iván Hernández        |                               | detektyw Eleny.                                                                                         |
| Luís Rivas            | Diego                         | przyjaciel Charliego.                                                                                   |
| Carlos Pítela         | Padre Julián                  | ksiądz.                                                                                                 |
| Oscar Jaramillo       |                               | |
| Xavier Coronel        | Marcos Reyes                  | ex-chłopak Moniki.                                                                                      |
| Eduardo Prado         |                               | |
| José Segmini          |                               | |
| Diego Andaluza        |                               | |
| Giselle Duque         | Doris                         | pracownica w klubie Polo.                                                                               |
| Carlos Hernández      |                               | |
| Carlos Xavier Bello   |                               | |
| Ramón Morel           |                               | |
| Catterine Fuentemayor |                               | nowa służąca w domu Mercenario.                                                                         |
| Christian Carávias    | Tito                          | młody wynajęty przez Monikę chłopak do towarzystwa.                                                     |
| José del Río          | Mr. Moore                     | |
| Claudia González      |                               | |
| Jorge Cárdenas        | Dr. Beltrán                   | lekarz Agaty i jej wspólnik.                                                                            |
| José Luís Tovar       |                               | |
| Alejandra Ochoa       |                               | prawnik Gary'ego.                                                                                       |
| Guadalupe Hernández   |                               | |
| Jorge Laraburre       |                               | |
| Steve Roth            | Antonio Sandoval              | ojciec Eleny i Rossy. Mąż Moniki. Umiera na zawał.                                                      |
| Alejandro Orendain    |                               | |
| Carlos Tinoco         |                               | |
| Salim Rubiales        | Alejandro                     | ex-mąż Rossy.                                                                                           |
| Frank Guzmán          |                               | |
| Guillermo Clepch      |                               | |
| Fernando Pelegrín     |                               | |
| Liliana Dodge         |                               | |
| Oswaldo Strongoli     |                               | |
| Alexandro Danko       |                               | |
| Nelson Tallaferro     | Pedro                         | oficer policyjny.                                                                                       |
| Luís Sosa             |                               | |
| Esteban Villareal     |                               | |
| Sandra Eichler        | Tina                          | strażniczka w więzieniu dla kobiet. Lesbijka. Kochanka Ines.                                            |
| Tessy Castilla        |                               | |
| Diana López           |                               | |
| Gerardo Mendicoa      |                               | |
| David Hass            |                               | |
| Riczabeth Sobalbarro  | Dora                          | współwięźniarka Natalii, Ines i Agaty. Lesbijka.                                                        |
| Diana Franco          | Lola                          | współwięźniarka Natalii i jej przyjaciółka.                                                             |
| Gabriel Traversari    | Rolando Ortega                | szef Hectora. Gej. Zamordowany przez ludzi Agaty.                                                       |
| Jaime Pavón           | Luciano Melendez              | człowiek Agaty.                                                                                         |
| Nelsón Díaz           | Eleazar Aguilar               | brat Anselma és Melissa.                                                                                |
| Juán Carlos Jímenez   | Maximiliano Aranda            | nowy kochanek Luisa (w rzeczywistości wynajęty przez Agatę).                                            |
| Alcira Gil            | Amanda                        | Matka Alejandra i ex-teściowa Rossy.                                                                    |
| Leandro Fernández     |                               | |